# Mr. Peck Goes Calling
Mr. Peck Goes Calling è un cortometraggio muto del 1912 diretto da Dell Henderson insieme a Mack Sennett che lo interpreta con Vivian Prescott.

## Produzione
Il film fu prodotto dalla Biograph Company.

## Distribuzione
Distribuito dalla General Film Company, il film uscì nelle sale statunitensi il 31 luglio 1911. Nelle proiezioni, veniva programmato con il sistema dello split reel, accorpato in un'unica bobina con un altro cortometraggio prodotto dalla Biograph, la commedia The Beautiful Voice.